# Indoorroeier

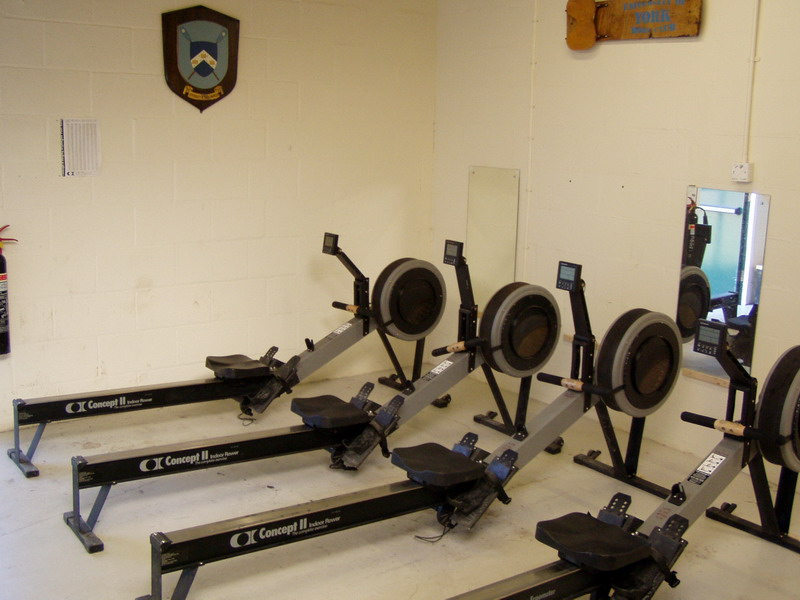
Indoor roeitrainers

Een indoorroeier, roeitrainer, of roei-ergometer is een machine die wordt gebruikt voor de simulatie van de actie van waterkracht - roeien, als oefening of als opleiding voor het roeien. Wedstrijden in indoorroeien worden ook ingericht als een sport op zich. De term indoorroeier verwijst ook naar een deelnemer aan deze sport.

## Geschiedenis
Machines met behulp van lineaire pneumatische weerstand waren gemeengoed rond 1900, maar zij simuleerden werkelijke roeien niet zeer nauwkeurig. In de jaren 1950 en 1960 zijn roeitrainers en -coaches in vele landen beginnen te werken met de hulp van speciaal gemaakte roeimachines voor opleiding en energieverbruik. De opzet was een grote, zware, massief ijzeren wiel met een mechanische rem erop. Zij werden beschouwd als een martelapparaat en waren niet populair bij de roeiers in die tijd.
Rond 1980 werden luchtweerstand roeimachines ingevoerd. In 1988 werd een ontwerp van een roeiapparaat met hydraulische vliegwielbehuizing vrijgegeven. Veel moderne roeimachines zijn een mengvorm van deze eerdere ontwerpen. Gangbare varianten van het roeiapparaat omvatten ook kajakopleidingsapparatuur en sculling- of koppelroeitrainers (roeien met twee riemen).

## Opbouw van het apparaat
Het meest voorkomende roeimachineontwerp bestaat uit een vliegwiel verbonden met een ketting en een handvat. De roeier duwt zijn lichaam achteruit met de benen, dan draait hij terug, en trekt aan het handvat, waardoor het vliegwiel begint te draaien. Het vliegwiel heeft een remmechanisme toegepast (met behulp van een pneumatisch, hydraulisch of magnetische demping) dat is bestemd voor de simulatie van het gevoel van een roeiriem in beweging door het water. Afhankelijk van de machine beweegt ofwel de roeier heen en weer als onderdeel van de roei-actie of de roeier blijft stationair en de vliegwielbehuizing beweegt.
Ook bestaan er roeimachines met een beeldscherm waarop virtuele boten te zien zijn tijdens het roeien, vaak gecombineerd met realistisch roeigeluid, zodat het net lijkt alsof je echt aan het roeien bent. Deze worden onder andere door het Capelse bedrijf Technogym geproduceerd. Ook een roeimachine zonder beeldscherm kan worden voorzien van een roeigeluid. Hiervoor wordt het vliegwiel gecombineerd met een ronde watertank die is voorzien van een schoepenrad dat tijdens het roeien met het vliegwiel meedraait. Het rond het schoepenrad spattende water zorgt dan voor het roeigeluid. Zo lijkt het ook op zo'n machine net alsof je echt roeit.
Sommige machines berekenen het geleverde vermogen door het meten van de snelheid van het vliegwiel tijdens de slag en vervolgens de opname van het tempo waarin zij vertragen tijdens het recuperatie-deel (recovery) van de roeibeweging. Met deze gegevens samen met het bekende traagheidsmoment (dood punt) van het vliegwiel past de computer alles aan.

## Oefening
Indoorroeien bewerkt voornamelijk het cardiovasculaire systeem. Typische training bestaat uit stukken van 20-40 minuten, net als andere vormen van cardiogerichte oefening. Intervaltraining wordt ook vaak gebruikt in indoorroeien. Ondanks dat cardiogericht oefenen, beïnvloedt het ook veel spiergroepen en het hele lichaam wordt anaeroob geprikkeld. Roeien wordt vaak genoemd als een sterke duursport.
In tegenstelling tot grote impactoefeningen, die schade kunnen opleveren aan knieën en het bindweefsel van het onderlichaam, is in het roeien de meest voorkomende kwetsuurzone de onderrug. Goede techniek is een noodzaak om kwetsuren te voorkomen, met een focus op zowel de beweging als de ademhaling. Het juiste ritme, uitademen tijdens de doorhaal en het inademen, het recuperatiedeel van de roeibeweging (recovery), is stabiliserend voor het bovenlichaam. Niet-roeiers gebruiken vaak vooral de spieren van het bovenlichaam, terwijl de juiste techniek de grote spieren van de dijspieren quadriceps) gebruikt gedurende het grootste deel van de doorhaal. Een goede techniek vereist ook dat de hoek van het bovenlichaam nooit te ver vooruit is en ook niet te ver uithangen. Beide verhogen de kans op een compressieletsel ter hoogte van de lage rug en ter hoogte van de knie- en de heupflexorspieren.
Naast de hoge mate van fitheid, bereikt roeien een intensieve calorieverbranding. Hoewel roeiers met minder ervaring en de opleiding minder calorieën zullen verbranden, is de ergometer een uitstekend instrument voor gebruik in een programma van gewichtsafname en gewichtsbeheersing.
De standaardmeting van de snelheid op een ergometer die algemeen is toegepast is de tijd die nodig is in minuten en seconden om 500 meter te bereiken bij het gekozen tempo. Bijvoorbeeld, een opgesplitste 2:00 zou overeenstemmen met een 2:00 tijd voor een 500 meter wedstrijd, of een 8:00 tijd voor een 2 kilometer race. Deze 'splitsing' stemt niet noodzakelijk overeen met hoeveel slagen per minuut die de roeier toepast (het ritme). Slagen kunnen immers sterk variëren qua kracht.

## Ergometertesten
Moderne indoorroeiers worden soms gebruikt als ergometer. Een ergometer is een apparaat waarmee de hoeveelheid verricht vermogen kan gemeten worden. Een indoorroeier kan gekalibreerd worden voor het meten van de hoeveelheid energie die een roeier genereert. 
Ergometertesten maken deel uit van de selectieprocedure van nationale roeiteams. De meest voorkomende afstanden voor ergotests zijn 2000, 5000, 6000 of 10000 meter. Resultaten van deze tests zijn een objectieve maatstaf van de fitheid, maar techniek en ploegcoördinatie hebben grote gevolgen op de prestaties in de boot, waardoor het samenstellen van een bemanning louter gebaseerd op ergoscores geen goede keus is.

## Voorbeelden van ergotestmethodes
Korte tests kunnen ook worden gebruikt voor het testen van de kracht van de roeiers. De meest praktische manier manier is het uithoudingsvermogen van een roeier bij ofwel een 2000 m, 5000 m, of 6000 m afstand te testen. Er kunnen ook combinaties van kortere stukken worden gebruikt. Zes x 500m tests zijn dan gebruikelijk.
Aanpassing van het gewicht bij ergoscores wordt soms ingecalculeerd, omdat extra gewicht in een boot de weerstand verhoogt die de bemanning moet overwinnen. Om testscores te vergelijken van atleten met een verschillend gewicht kunnen coaches gebruikmaken van een formule die daar rekening mee houdt.

## Competities
er zijn een groot aantal competities voor indoorroeien over de gehele wereld, met inbegrip van wereldkampioenschappen (ook bekend als CRASH-B sprints) in Boston, Massachusetts, Verenigde Staten in februari. Er is het Britse indoorroeien Kampioenschap gehouden in Birmingham, Engeland in november. De kern voor de meeste wedstrijden is de individuele 2000m; minder vaak zijn de mijl (bijvoorbeeld Evesham), de 2500m (bijvoorbeeld Basingstoke - ook de oorspronkelijke afstand van de CRASH-B sprints). Veel wedstrijden ook een sprint evenement (100m-500m) en soms team relais evenementen. In het Nederlands taalgebied zijn de NKIR (Nederlands Kampioenschap Indoorroeien) 2 km wedstrijd en de Ergohead 20 minuten wedstrijd in Amsterdam en het Open Belgian Indoorrowing Championship (O.B.I.C.) in Deurne bij Antwerpen de bekendste wedstrijden voor respectievelijk Nederland en België.
De meeste wedstrijden worden georganiseerd in categorieën op basis van geslacht, leeftijd, gewicht en klasse. Terwijl de snelste tijden over het algemeen worden bereikt door roeiers tussen 20 en 40 jaar oud, bezetten tieners meer dan 90% op wedstrijden. Er is een verband tussen de prestaties op het water en de prestaties op de ergometer. De open indoor evenementen op de Wereldkampioenschappen worden vaak gedomineerd door de elite van waterkrachtroeiers (in boten).
Voormalig meervoudig olympisch en wereldkampioen Skiff Pertti Karppinen (Finland) en Robert Waddell (Nieuw-Zeeland) en vijfvoudig olympisch goudenmedaillewinnaar Steve Redgrave hebben wereldkampioenschappen indoor gewonnen of gezet wereldrecords in indoorroeien.
De wereldrecords voor 2000 meter zijn rond de 5:30 voor mannen en voor vrouwen 6:25
Naast de live indoorwedstrijden racen veel roeisters en roeiers ook via internet, zowel offline door het invoeren van uitslagen op rankings, als via live online races via internetaansluiting.